# 장면과 시퀄
픽션에서 신(Scene, 씬)은 드라마를 구성하는 단위이다. 신은 단편 소설이나 소설 등의 플롯을 구성하기도 한다.

## 특징
신은 여러 다른 관점에서 규정될 수 있다. 픽션에서 신의 개념은 영화 속, 같은 장소와 시간에서 발생한 사건이 될 수 있다.
Raymond는 그의 저서 Novelist's Essential Guide to Crafting Scenes에서 신을 시작, 중간, 결말의 구성을 가진 완벽한 소설의 형태와 비슷하다고 말하고 있다.
Jack M. Bickham은 그의 저서 Scene & Structure, How to Construct Fiction with Scene-by-scene Flow, Logic and Readability에서 신을 요약 없이 상황별로 이야기를 나눈 부분이라고 설명하고 있다. 또한, 신은 다음과 같은 기본 패턴을 따른다고 설명하고 있다.
- 목표에 대한 서술
- 갈등의 도입과 발전
- 재앙과 인물의 목표 달성 실패[3]

사실, 신의 본질적 특성에 대해서는 지금도 논란이 되고 있다.

## 활용
가끔씩 작가는 신을 사용하지 않고 사건을 요약할 수도 있다. 이것이 서설(exposition)이다. 작가는 독자들이 다음 신을 빠르게 이해하도록 하기 위해 사건을 설명하고 있는 것이다. 또 다른 경우로, 작가는 대화, 갈등, 설명, 서스펜스등의 픽션의 요소들을 각색하기도 한다. 이러한 신은 내러티브(narrative)의 형태로 되어 있으며, 사건을 "실제의 진행속도"로 느리게 만든다. 즉, 인물들이 실제로 행동하고 말하는 속도가 되는 것이다. 이러한 신을 통해서 작가는 독자가 소설을 읽는다는 느낌을 주지 않고 그 이야기 속에 있는 것처럼 느끼게 만든다.

## 같이 보기
- 허구
- 플롯